# Ohanami
Ohanami ist ein Kartenspiel von Steffen Benndorf, das 2019 beim Nürnberger-Spielkarten-Verlag sowie parallel bei White Goblin Games erschienen ist. Das Spiel kann mit zwei bis zu vier Spielern gespielt werden. Die Spieler versuchen jeweils bis zu drei japanische Gärten auszulegen und darüber möglichst viele Punkte zu bekommen. Bei der Spielmechanik kombiniert der Autor einen einfachen Drafting-Mechanismus mit einer klassischen Kartenauslage.
Benannt wurde das Spiel nach dem japanischen Kirschblütenfest, dem O-Hanami.

## Spielweise
Das Spiel Ohanami wird von zwei bis vier Spielern gespielt. Die Aufgabe der Spieler besteht darin, jeweils bis zu drei Kartenreihen aus unterschiedlichen Motiven in einer korrekten Zahlenreihenfolge zu bilden und mit diesen möglichst viele Punkte zu bekommen. Es ist ein schnelles und einfaches Spiel, das mit einem so genannten Drafting-Mechanismus ähnlich dem bei Sushi Go! und anderen Spielen funktioniert, und dies mit einer Kartenauslage verbindet. Das Spielmaterial besteht neben der Spielanleitung aus 120 Karten und einem Wertungsblock zur Abrechnung.

### Spielablauf
Das Spiel wird über drei Durchgänge gespielt. Zur Spielvorbereitung werden die Karten gemischt und jeder Spieler erhält 10 Karten als Kartenhand, die restlichen Karten werden für die nächsten Durchgänge bereit gelegt. Der Wertungsblock und ein Stift werden ebenfalls auf dem Spieltisch platziert.
Die Spieler spielen zeitgleich und müssen in jeder Runde zwei Karten aus ihrer Kartenhand auswählen und verdeckt vor sich ablegen. Die restlichen Handkarten geben die Spieler jeweils an ihren Nachbarn weiter, wobei diese im ersten und dritten Durchgang im Uhrzeigersinn und im zweiten Durchgang gegen den Uhrzeigersinn weitergegeben werden. Danach decken die Spieler die beiden ausgewählten Karten auf und können mit diesen neue Kartenreihen bzw. Gärten beginnen oder sie an bestehende Kartenreihen anlegen. Jeder Spieler darf maximal drei Gärten beginnen. Er darf frei entscheiden, ob er beide Karten, nur eine oder gar keine nutzt; die nicht genutzten Karten werden abgelegt. Zum Beginnen einer Kartenreihe darf eine beliebige Karte genutzt werden, zum Anlegen müssen die Karten jedoch immer entweder niedriger als die bisher niedrigste oder höher als die bisher höchste Karte sein. Das Anlegen erfolgt entsprechend sowohl nach oben wie auch nach unten.
Nach dem Auslegen wählen alle Spieler wieder jeweils zwei Karten aus ihren aktuellen Handkarten aus, geben die restlichen Karten weiter und legen die neu ausgelegten Karten entsprechend den Regeln an. Dies wird über fünf Runden mit je zwei Karten gespielt, bis alle Karten entweder ausgelegt oder abgeworfen wurden.
Nach dem Ende eines Durchgangs kommt es zu einer Zwischenwertung. Dabei werden nach dem ersten Durchgang nur Karten mit blauen Motiven mit je drei Punkten gewertet. Nach dem zweiten Durchgang werden alle Karten mit blauem und grünem Motiv gewertet, wobei blaue Karten drei und grüne Karten vier Punkte bringen. Die bisherigen Kartenreihen bleiben am Ende eines Durchgangs liegen und es werden für die nächsten Durchgänge jeweils 10 neue Karten ausgeteilt.
Das Spiel endet nach dem dritten Durchgang und in der Endwertung werden alle Karten gewertet. Auch hier bringen blaue Karten je drei Punkte und grüne Karten je vier Punkte. Hinzu kommen Punkte für rosafarbene Karten, die sich als Summenformel der Anzahl ergeben: 1 + 2 + 3 + 4 +...; dadurch ergeben eine Karte 1 Punkt, 2 Karten 3 Punkte, drei Karten 6 Punkte usw. Gewinner des Spiels ist der Spieler, der nach dem dritten Durchgang die meisten Punkte hat. Bei einem Gleichstand entscheidet die Anzahl der rosafarbenen Karten, wer das Spiel gewonnen hat.

## Ausgaben und Rezeption
Das Kartenspiel Ohanami wurde von Steffen Benndorf entwickelt und im Januar 2019 als Neuerscheinung zur Nürnberger Spielwarenmesse beim Nürnberger-Spielkarten-Verlag (NSV) auf Deutsch sowie parallel bei White Goblin Games auf Niederländisch veröffentlicht. Zudem erschienen im gleichen Jahr Versionen auf Französisch, Spanisch, Koreanisch sowie multilingual in mehreren Balkansprachen. 2020 erschien eine englischsprachige Version bei Pandasaurus Games, die 2022 in die Mensa Recommended Games aufgenommen wurde, und 2021 folgte eine Version auf Griechisch.
Die Karten- und Spielgestaltung stammt von dem Illustrator Christian Opperer. Das Spiel wurde nach dem japanischen Kirschblütenfest, dem O-Hanami, benannt.

## Belege
1. 1 2 3 4 5 6  Offizielle Spielregeln für Ohanami, NSV 2018
2. ↑  Mensa Recommended Games (Sucheingabe „2022“); abgerufen am 15. September 2022.
3. 1 2  Versionen von Ohanami in der Datenbank BoardGameGeek; abgerufen am 15. September 2022.